# Synchytrium mercurialis
Synchytrium mercurialis är en svampart som först beskrevs av Marie Anne Libert, och fick sitt nu gällande namn av Karl Wilhelm Gottlieb Leopold Fuckel 1870. Synchytrium mercurialis ingår i släktet Synchytrium och familjen Synchytriaceae.   Inga underarter finns listade i Catalogue of Life.